# PGC 27115
LEDA/PGC 27115, auch UGC 5086, ist eine irreguläre Zwerggalaxie vom Hubble-Typ Im: im Sternbild Löwe auf der Ekliptik. Sie ist schätzungsweise 18 Millionen Lichtjahre von der Milchstraße entfernt und hat einen Durchmesser von etwa 7.000 Lichtjahren.
Im selben Himmelsareal befinden sich unter anderem die Galaxien NGC 2905, NGC 2916, PGC 1648681, PGC 1649908.